# Hyphessobrycon ecuadorensis
Hyphessobrycon ecuadorensis är en fiskart som först beskrevs av Eigenmann, 1915.  Hyphessobrycon ecuadorensis ingår i släktet Hyphessobrycon och familjen Characidae. Inga underarter finns listade i Catalogue of Life.